# 烏普蘭公爵古斯塔夫王子
古斯塔夫王子（瑞典語：Frans Gustaf Oscar；1827年6月18日—1852年9月24日），是奥斯卡一世的次子，奥斯卡二世的次兄。瑞典皇室成员，音乐家、作曲家。他在1827年出生，于1844年成为候补王储，1852年因伤寒在奧斯陸去世，终年25岁。

## 紋章
| Arms of Prince Gustaf from 1827 to 1844 | Arms of Prince Gustaf after 1844 |